# Sol davant el perill
Sol davant el perill o Al punt del migdia (títol original en anglès: High Noon) és una pel·lícula estatunidenca de Fred Zinnemann, estrenada el 1952 i interpretada per Gary Cooper i Grace Kelly. Aquesta pel·lícula ha estat doblada al català.
El guió va escriure'l Carl Foreman basant-se en el relat curt pulp The Tin Star, de John W. Cunningham.

## Argument
Acaba de casar-se i s'haurà de tornar a posar la seva estrella de xèrif el mateix matí. Will Kane s'assabenta de la imminent tornada a ciutat de Frank Miller, un home que ja havia detingut abans i que, condemnat a la forca, havia jurat venjar-se. Miller ha d'arribar en el tren del migdia i tres dels seus còmplices l'esperen. Malgrat les súpliques de la seva dona, Kane decideix quedar-se i intenta reclutar homes. Però, per covardia, interès o amistat cap al bandit, tots el defugen. És doncs sol que haurà de lliurar el combat.

## Repartiment
- Gary Cooper: Will Kane
- Grace Kelly: Amy Fowler Kane
- Thomas Mitchell: Jonas Henderson
- Lloyd Bridges: Harvey Pell
- Katy Jurado: Helen Ramírez
- Otto Kruger: Percy Mettrick
- Lon Chaney Jr.: Martin Howe
- Ian MacDonald: Frank Miller
- Lee Van Cleef: Jack Colby
- Harry Morgan: Sam Fuller
- Sheb Wooley: Ben Miller

## Al voltant de la pel·lícula
- Sol davant el perill es desenvolupa aproximadament en temps real, com ho il·lustren els plans recurrents que ensenyen l'esfera del rellotge del despatx del xèrif. L'acció de la pel·lícula comença en efecte a les 10.40 hores per acabar poc després de migdia, i la duració de la pel·lícula és de 85 minuts.
- Pel seu realitzador Fred Zinnemann, Sol davant el perill està composta de tres elements visuals recurrents: primer de tot, el pla fix sobre la via fèrria, que significa l'amenaça esperada. També, el recorregut desesperat del xèrif que busca ajuda a tota la ciutat. Finalment, els rellotges, cada vegada més grossos en la imatge i cada vegada més sovint mostrats a mesura que l'amenaça s'acosta.
- La pel·lícula és una al·legoria del maccarthisme, l'actitud dels habitants de la ciutat és considerada el reflex de la dels professionals del cinema que denunciaven els seus col·legues. D'altra banda, Carl Foreman va ser col·locat a la llista negra poc després de l'estrena.
- Sol davant el perill constitueix la primera aparició en el cinema de Lee Van Cleef, però el seu paper és mut.
- És també el primer gran paper de Grace Kelly.
- El títol original de la pel·lícula juga amb el doble sentit de l'expressió high noon. En el sentit literal significa ple migdia, però en sentit figurat designa l’hora de la veritat. Després de la pel·lícula, to be high noon s'ha convertit en una expressió, que significa «estar completament sol amb grans problemes».
- La pel·lícula Atmosfera zero (1981), de Peter Hyams, amb Sean Connery, està clarament inspirada en Sol davant el perill, de la qual agafa el principi, traslladat a una colònia minera espacial: al mig de l'apatia general, un home es troba sol en un combat injust.
- Per a l'historiador de cinema Leonard Maltin,[4] Sol davant el perill es desmarca completament dels westerns de l'època: l'heroi admet tenir por, la pel·lícula no implica moltes escenes d'acció i va ser rodada en blanc i negre, raríssim en els westerns del 1952. Altres elements distingeixen aquesta pel·lícula dels altres westerns: una banda sonora descarnada, una imatge molt sòbria, un cel lletós. El personatge de Helen Ramírez (Katy Jurado) no era trivial per a l'època, ja que es tracta d'una dona de negocis mexicana.

## Premis i nominacions

### Premis
- Oscar al millor actor per Gary Cooper[5][a]
- Oscar al millor muntatge per Elmo Williams i Harry Gerstad
- Oscar a la millor banda sonora per Dimitri Tiomkin
- Oscar a la millor cançó original per Dimitri Tiomkin (música) i Ned Washington (text)

### Nominacions[5]
- Oscar a la millor pel·lícula per Stanley Kramer
- Oscar al millor guió original per Carl Foreman